# Sint Elisabethziekenhuis (Winterswijk)
Het Sint Elisabethziekenhuis was een ziekenhuis, gelegen in Winterswijk in de Gelderse Achterhoek.
In de jaren na de Eerste Wereldoorlog wordt er in Winterswijk gesproken over de bouw van een groot ziekenhuis dat de bestaande, verouderde, gasthuizen moet vervangen. In de verzuilde maatschappij van die tijd wil de Rooms Katholieke bevolkingsgroep een eigen ziekenhuis. Hierop vooruitlopend opent men in 1921 een bescheiden katholieke ziekenverpleging. Pogingen tot samenwerking met de Nederlands Hervormde ziekenverpleging om een algemeen ziekenhuis met een R.K. afdeling te stichten worden afgewezen.
De Katholieken openden als eersten op 15 maart 1926 het Sint Elisabethziekenhuis aan de Vredenseweg. Vlak daarna, op 10 juni, wordt het Algemeen Ziekenhuis Winterswijk aan de Eelinkstraat geopend, als opvolger van de Nederlands Hervormde ziekenverpleging. Hierdoor bestonden er bijna 60 jaar twee ziekenhuizen in Winterswijk.
Bij de start kent het Elisabethziekenhuis 12 personeelsleden en 24 bedden. De beginjaren zijn moeizaam. Er zijn vaak weinig patiënten. Delen van het gebouw werden in gebruik genomen als pension en kleuterschool. In 1938 wordt het overgenomen door de zusters Franciscanessen van Heythuyzen. Na  de Tweede Wereldoorlog verbeterd de situatie. Het ziekenhuis wordt verder uitgebreid en groeit tot een voorziening met 122 bedden.

Nadat pogingen om met de katholieke ziekenhuizen in Groenlo en Lichtenvoorde samen te gaan stranden, zoekt men sinds 1967 steeds meer de samenwerking op met het Algemeen Ziekenhuis. Dit mondt uit in een volledig samengaan van beide Winterswijkse ziekenhuizen in 1984, met het Sint Vincentius Ziekenhuis (Groenlo) en de Sint Bonifacius Ziekenverpleging (Lichtenvoorde), in een geheel nieuw ziekenhuis aan de westzijde van Winterswijk, het Streekziekenhuis Koningin Beatrix.